# せきてらす
せきてらすは、岐阜県関市にある複合施設。 2021年（令和3年）3月19日開業。
地域交流施設と新築移転した岐阜関刃物会館が施設内にある。

## 特色
関市の魅力を発信する地域交流施設（観光施設）であり、関市の「刃物」との出会い、「文化産業」との出会い、「ヒト」との出会いをコンセプトとしている。

## 歴史
2019年（令和元年）10月1日から11月15日までキャッチコピーや施設の名称を募集し、約930件の応募の中からキャッチコピーは「刃物の歴史をめぐるまち」、施設名は「せきてらす」に決定した。「せきてらす」とは「関」の歴史、伝統や文化を「照らす」、未来を「照らす」、「テラス」のように来訪者や市民を問わず憩い集う場所を表している。

## 施設
- 刃物工房（てつくりば）

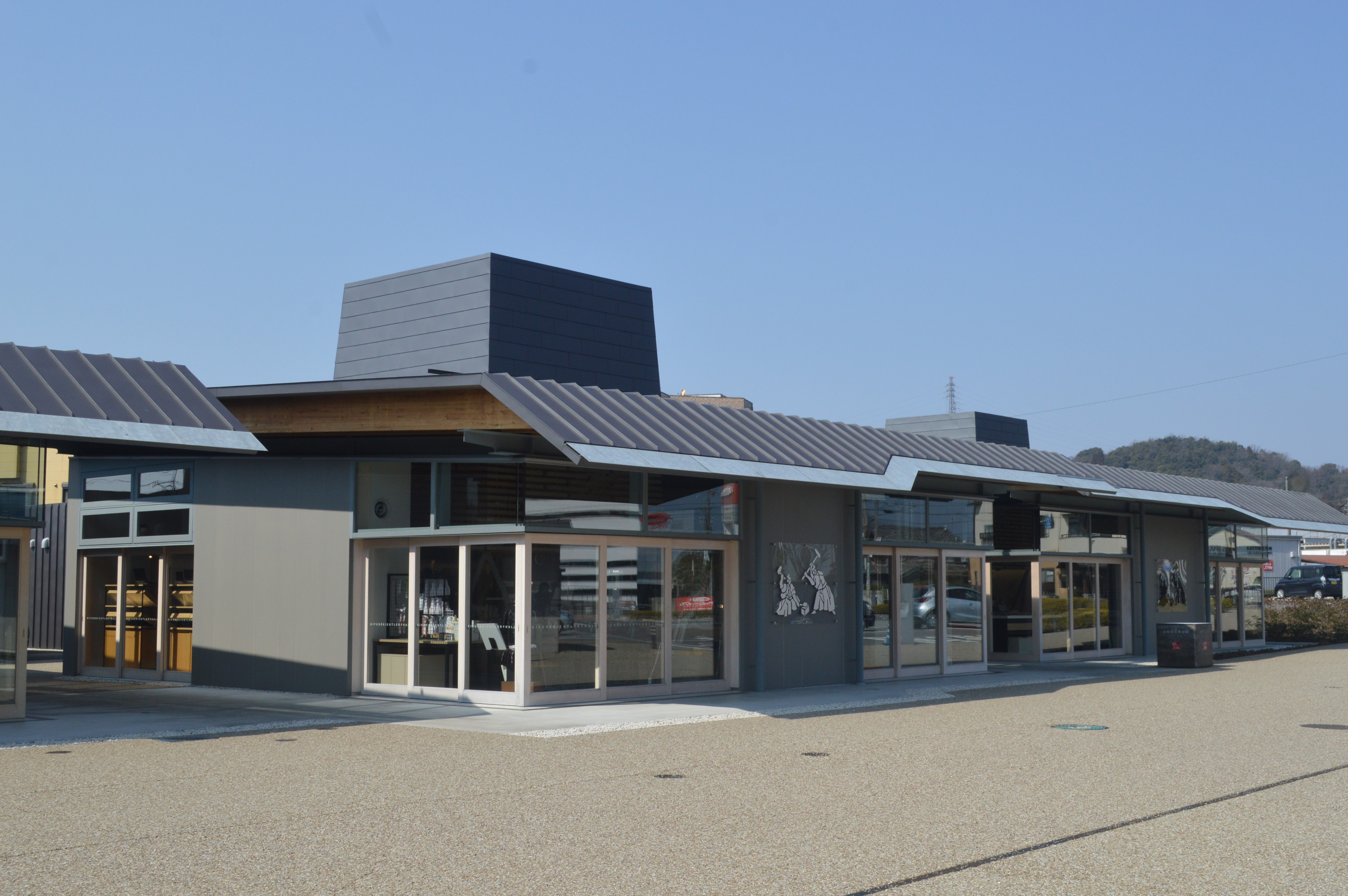
刃物工房

- 観光案内所（せきのまどぐち）- 床の一部がガラス張りになっていて、その下に室町時代の鍛冶関連遺跡を見ることができる。
- 多目的ホール（じゆうなひろま）
- キッチン設備（つなぐすいじば）
- 共生広場（みんなのはらっぱ）

※ 刃物工房、多目的ホール、キッチン設備の使用は有料。また、事前申し込みが必要。

## 作品展
2021年（令和3年）10月16日、17日、7回目となる「関メタルアート展」が開催。金属を使ったアート作品の展示を行う。
一般・ジュニア部門は会場で展示を行い審査員の審査や来場者の投票で入賞作品を決定するのに対し、インスタグラム部門は写真で出展する。

## 営業日・営業時間
- 開館時間：9時 - 17時
- 休館日：火曜日・祝日の翌日（休日を除く） 年末・年始（1月2日は営業）

## 交通アクセス
- 東海北陸自動車道 関ICより車で約15分。
- 長良川鉄道越美南線 せきてらす前駅下車、徒歩で約3分。
- 関シティバス買い物循環線「刃物会館前」バス停より徒歩で約2分。

## 周辺
- 関鍛冶伝承館
- 濃州関所茶屋
- 関市立安桜小学校